# Балтиморсько-Вашингтонська метрополійна територія

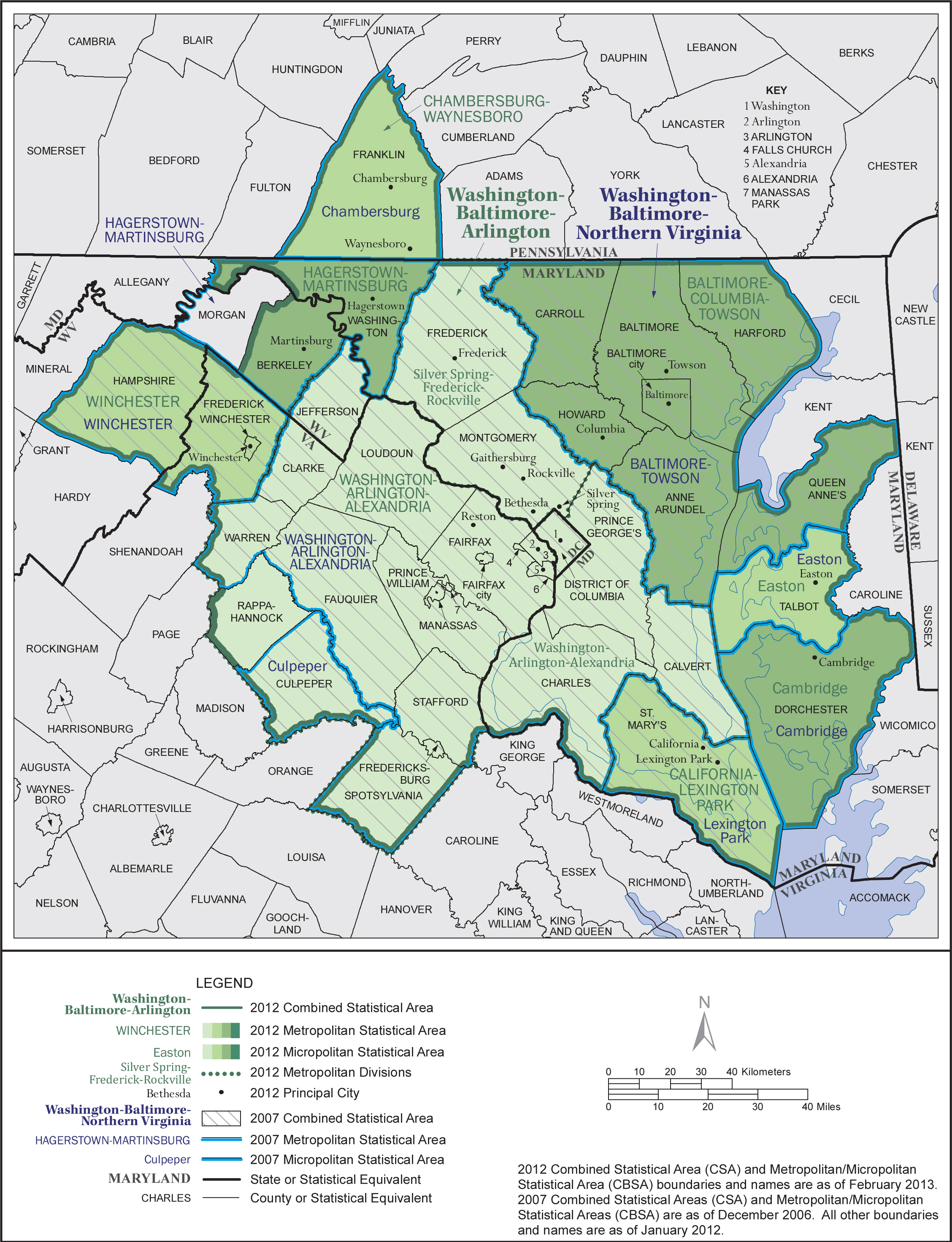
Map of the current OMB-designated Washington-Baltimore-Arlington, DC-MD-VA-WV-PA Combined Statistical Area.

Балтиморсько-Вашингтонська метрополійна територія англ. Baltimore-Washington Metropolitan Area, також Washington-Baltimore-Northern Virginia, DC-MD-VA-WV CSA — статистичний регіон (англ. Combined Statistical Area) агломерації Вашингтону та міста Балтимор в штаті Меріленд. Цей регіон включає в себе центральний Меріленд, Північну Вірджинію, три округи у Східньому Панхандлі Західної Вірджинії, та один округ у Центрально-Південній Пенсільванії. 
Балтиморсько-Вашингтонська метрополійна територія це найбільш освічений, найвищий за доходами та четвертий за населенням статистичний регіон США.